# 社会体制
社会体制（しゃかいたいせい, Social system）とは、社会学用語の一つ。これは維持されている状態の社会において、特定の原理で秩序付けられている状態のことを言う。封建体制や資本主義体制などといった形というのは、社会体制の区分である。社会体制という概念は社会体系と区別されているということであり、社会体制ならば社会のシステムを歴史的な概念として把握するために用いられているという言葉である。